# Göran Rubensohn
Göran Herman Jakob Rubensohn, född 6 april 1921 i Uppsala, död 14 oktober 2007 i Halmstad, var en svensk läkare.
Rubenson, som var son till provinsialläkare Mendel Rubensohn och Siri Wodzak, avlade studentexamen i Uppsala 1941, blev medicine kandidat vid Karolinska Institutet 1946 och medicine licentiat där 1951. Han var vikarierande provinsialläkare i Svärdsjö, Kinna, Skene och Ramsele distrikt 1949–1951, vikarierande stadsdistriktsläkare i Västerås stad 1951, andre underläkare på Varbergs lasarett 1951–1954, vid öronavdelningen på Halmstads lasarett 1954–1963 och praktiserande läkare i Halmstad med öronsjukdomar som specialitet sedan 1963.